# LM Большой Медведицы
LM Большой Медведицы (лат. LM Ursae Majoris), HD 84345 — одиночная переменная звезда в созвездии Большой Медведицы на расстоянии приблизительно 2769 световых лет (около 849 парсеков) от Солнца. Видимая звёздная величина звезды — от +8,27m до +8,21m.

## Характеристики
LM Большой Медведицы — оранжевая пульсирующая полуправильная переменная звезда типа SRS (SRS) спектрального класса K5.